# Franz Hermann Troschel
Franz Hermann Troschel (10 de octubre de 1810 – 6 de noviembre de 1882) fue un zoólogo de Spandau.

## Biografía
Estudió matemática e historia natural por la Universidad de Berlín, y comenzó su carrera en 1840, como asistente de Martin Lichtenstein (1780–1857) en el Museo de Historia Natural de Berlín (Museo Humboldt). En 1849, fue profesor de zoología, e historia natural en la Universidad de Bonn.
Troschel es recordado por las identificaciones y clasificaciones de especies en los campos de la malacología, ictiología y herpetología. Y, algunas especies que contienen su epónimo son: estrellas de mar Evasterias troschelii, Chlorurus troschelii, Murex troschelii, Bithynia troschelii.

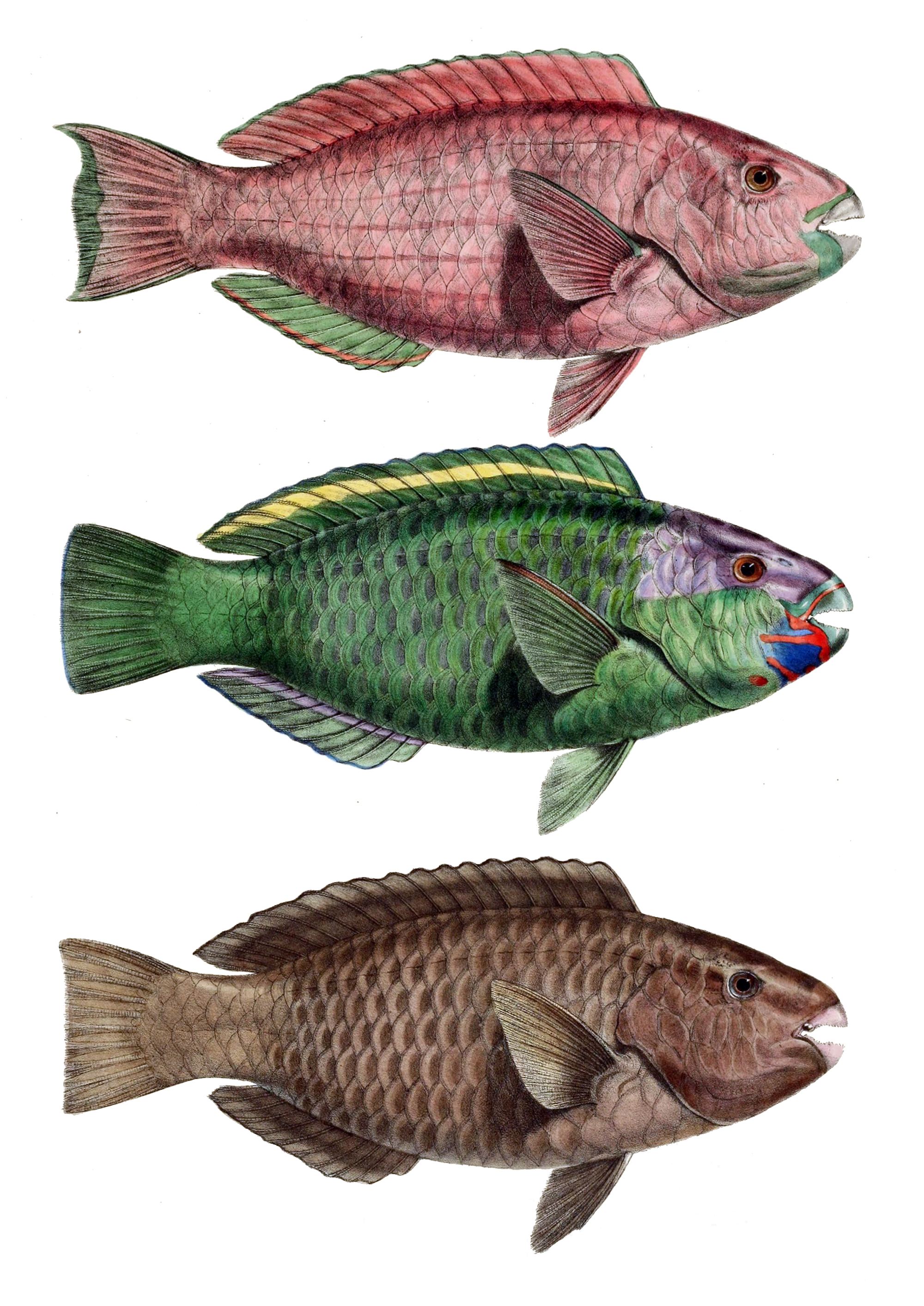
Diferentes variedades de escaros de Troschel.

## Obra

### Algunas publicaciones
- System der Asteriden (en alemán). Braunschweig: Friedrich Vieweg und Sohn. 1842 (con Johannes Peter Müller (1801–1858)).

- Über die Bedeutsamkeit of the naturgeschichtlichen Unterrichts. Berlín 1845.

- Horae ichthyologicae. Berlín 1845–49, 3 v. (con Johannes Peter Müller)

- Handbuch der Zoologie, third edition, Berlín 1848/1853/1859/1864/1871 (autores originales Arend Friedrich August Wiegmann (1802–1841) y Johann Friedrich Ruthe (1788–1859)). Digital 6.ª ed. por la Biblioteca Estatal Universitaria de Düsseldorf.

- Troschel F. H. 1856–1879. Das Gebiß der Schnecken zur Begründung einer natürlichen Klassifikation. Berlín 1856–1879, two volumes. v. 1 y v. 2 se publicaron en partes:
  - 1856, v. 1, parte 1: 1–72, pl. 1–4.
  - (antes de 30 de octubre) 1857. 1(2): 73–112, pl. 5–8.
  - 1858. 1(3): 113–152, pl. 9–12.
  - 1861. 1(4): 153–196, pl. 13–16.
  - 1863. 1(5): i–viii, 197–252, pl. 17–20.
  - (diciembre) 1865. 2(1): 1–48, pl. 1–4.
  - (diciembre) 1867. 2(2): 49–96, pl. 5–8.
  - 1869. 2(3): 97–132, pl. 9–12.
  - 1875. 2(4): 133–180, pl. 13–16.
  - (18 de septiembre) 1878. 2(5): 181–216, pl. 17–20.
  - (2 de septiembre) 1879. 2(6): 217–246, pl. 21–24.
  - Dos últimas partes 2 (7) y 2 (8) fueron continuados por Johannes Thiele y publicados en 1891 y 1893.

- Troschel F. H. 1869 Archiv für Naturgeschichte, v. 2 Berlín, Nicolaische Verlagsbuchhandlung.

## Honores

### Membresías
- 1851: Academia Alemana de Ciencias Leopoldina.[1]

## Abreviatura (zoología)
La abreviatura Troschel  se emplea para indicar a Franz Hermann Troschel como autoridad en la descripción y taxonomía en zoología.